# Adonisea brunnea
Adonisea brunnea är en fjärilsart som beskrevs av Barnes och Mcdunnough 1913. Adonisea brunnea ingår i släktet Adonisea och familjen nattflyn. Inga underarter finns listade i Catalogue of Life.